# Stanley Betrian
Stanley Mario Betrian est un homme politique curacien né le 1er novembre 1951, Premier ministre de Curaçao par intérim du 29 septembre au 31 décembre 2012.

## Biographie
Stanley Betrian est né le 1er novembre 1951 à Curaçao. Il étudie le Droit à l'Université catholique de Nimègue. De 1983 à 1992, il est vice-président exécutif de la Banque des Antilles néerlandaises et de 1992 à 1994 lieutenant-gouverneur de Curaçao, lorsque l’île faisait encore partie des Antilles néerlandaises.
Après la démission du gouvernement de Gerrit Schotte, premier Premier ministre de Curaçao, le 3 août 2012, les États de Curaçao sont dissous. Cependant, le parlement reste en fonction jusqu’aux élections de 2012 (en). Une majorité des États demande alors que le gouverneur, Frits Goedgedrag (en) nomme un gouvernement provisoire. Le gouverneur nomme Dito Mendes comme formateur. Sur le conseil de ce dernier, la gouverneure par intérim, Adèle van der Pluijm-Vrede (en) (Goedgedrag étant à l’étranger pour des soins médicaux) accepte la démission de Schotte, qu’il avait présentée en août, et nomme Betrian Premier Ministre à titre intérimaire. Néanmoins, Schotte qualifie cela de coup d’État et refuse de quitter son poste.
À la suite des élections du 19 octobre 2012 (en), un gouvernement de coalition entre Peuple souverain, le Parti pour l’avancement social et l’innovation (en), le Parti national du peuple et Glenn Sulvaran (nl), un ancien député du Parti de la vraie alternative devenue indépendant, se met en place sous la direction de Daniel Hodge le 31 décembre 2012.
Après son passage au gouvernement, Stanley Betrian reste actif au sein de l'administration de Curaçao. En 2018, il mène ainsi une mission de surveillance de l'Hospital Nobo Otrobanda aux coûts controversés